# Parancistrus aurantiacus
Parancistrus aurantiacus és una espècie de peix de la família dels loricàrids i de l'ordre dels siluriformes.

## Morfologia
- Els mascles poden assolir 19,3 cm de longitud total.[1][2]

## Hàbitat
És un peix d'aigua dolça i de clima tropical (22 °C-27 °C).

## Distribució geogràfica
Es troba a Sud-amèrica: rius Ucayali, Tocantins i Xingu.